# Blangy-sur-Ternoise
Blangy-sur-Ternoise település Franciaországban, Pas-de-Calais megyében. Lakosainak száma 700 fő (2022. január 1.). Blangy-sur-Ternoise Tilly-Capelle, Humerœuille, Maisoncelle, Rollancourt, Béalencourt, Blingel és Éclimeux községekkel határos.

## Népesség
A település népességének változása:
| Lakosok száma | 744  | 727  | 732  | 720  | 718  | 716  | 704  | 704  | 700  |
|               | 2013 | 2015 | 2016 | 2017 | 2018 | 2019 | 2020 | 2021 | 2022 |